# リストリクター
リストリクター（Restrictor ）とは、モータースポーツ競技においてエンジンの出力を制限する目的で取り付けられる部品のことである。吸気量を制限するエアリストリクターと、燃料流量を制限する燃料リストリクターの2種類が使用されている。

## エアリストリクター

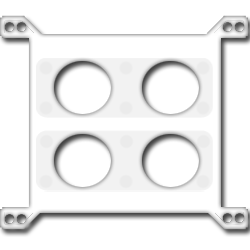
NASCARで使用されるエアリストリクタープレート

エンジンは燃焼のために吸気口から空気を燃焼室に取り入れる必要があるが、エンジンが一定時間内に取り入れられる空気の総量は、通常は吸気口の大きさによってその上限が定まる。エアリストリクターはこの性質を利用し、エンジン吸気口に本来のエンジン性能上求められる大きさよりも小さい口径の管や板を設置することで空気の流量を制限するものである。
出力はエンジン回転数に比例するため、出力を向上させるためにはより多くの空気を取り入れる必要が生じるが、口径が小さいリストリクターが設けられた状態では、回転数が一定の値を超えるとエンジンの燃焼に空気の供給が追い付かず、エンジン回転数が上昇しても摩擦等のロスが大きくなり出力は低下する。口径が同じ場合は一定時間ごとの吸気量の上限が定まり、一定の空気と燃料を混合して爆発させることにより得られるエネルギーも理論的に上限が定まるため、エンジン形式を問わず出力の上限がほぼ一定となる。「エンジンの過度な高回転化の防止」「出力の均衡化」は、エンジン開発費の高騰を防げること、レースにおける戦力が拮抗すること、速度競争でドライバーを危険に晒すことを防ぐなどのメリットがあるため、多くのカテゴリーにおいて装着が義務化されている。
トルクなどについてはエンジン排気量が多い方が有利となることから、実際のレースにおいては「排気量が多くなると口径が小さくなる」といったように、戦力差を小さくするかたちでレギュレーション（規定）が定められる場合が多い。なお、チーム側で勝手に取り外したり、外部から吸気が可能になっていたのでは意味がないため、装着に際してはレース主催者側で封印が施されるほか、それ以外の部分から吸気出来ない構造になっているかどうかが車検でチェックされる。一方で、論争や以下のようなトラブルも発生している。
- 意図的な違反の例
  - 1995年のWRC 第7戦 ラリー・カタルーニャでは、TTEが使用していたST205型トヨタ・セリカGT-FOURのエンジンがリストリクター外からの吸気が可能な構造になっていたとして、1995年の全獲得ポイントを剥奪された上、1996年いっぱいまでのWRC出場停止処分が下される事態となった。
- トラブルにより違反となった例
  - 2013年のSUPER GT 第5戦 鈴鹿1000kmでは、GT300で2位となったGSR 初音ミク BMWが、レース後の車検でリストリクター周辺部品の破損が見付かり失格となった[注 4]。
- リストリクター以外を弄ることで吸気量を増やしたと見なされた例
  - 2012年ダカール・ラリーで首位を争っていたロビー・ゴードンのハマー・H3の車検中、検査員の手がエンジン吸気口付近に空気の流れを感じた。これはタイヤの内圧調整システムを利用して吸気量を増やしているからだと判断され、失格が言い渡された[5]。

## 燃料リストリクター
空気中の酸素と燃料がどちらも過不足なく反応する、いわゆる理論空燃比（ストイキオメトリー）は化学的に一定であるから、エンジンに燃料を送る量を制限することにより出力が制限される、という寸法である。競技用車両のエンジンに対してはすでに導入されているエアリストリクターを始め、エンジン回転数など過去に様々な制限が行われてきたが、市販車エンジンと掛け離れていくという問題を抱えていた。これを解決するために、トヨタ、ホンダ、日産の3社が共同で開発し、スーパーフォーミュラやSUPER GTの500クラスが使用するNRE (Nippon Race Engine)に採用されている。また2019年・2020年には、当時NREと同一レギュレーション（クラス1規定）を採用していたドイツツーリングカー選手権（DTM）でも使用されていた。
NREの燃料リストリクターは、設定されたエンジン回転数まで機械式の燃料ポンプで瞬間的な噴射流量を制御、設定回転に達すると燃料供給量がF1と同様の100kg/hに制限されるほか、流路を絞ることで、より細かな性能調整にも対応している。実際一部のサーキットでは、安全性を考慮して燃料供給量を90kg/hにまで絞ってレースを行った例もあるほか、2018年現在のSUPER GTでは、ウエイトハンデとの組み合わせで燃料供給量をさらに細かく調整することがレギュレーションで定められている。
燃料を制限する一方で、観客を楽しませるための趣向として“オーバーテイクシステム”が組み込まれている（DTMでは「Push to Pass」と呼ばれる）。実際の使用においては公平を期すため、第三者のメーカー（日本ではケン・マツウラレーシングサービス）が製造したリストリクターは、主要個所を封印した状態のままレースが開催される週の金曜日に主催者へ納品、レース毎に正確さを確認・調整した上で、取り付ける車両を決定する抽選を行い、各チームに渡され、取り付け時に再び封印する仕組みとなっている。なお、シーズン中も規定を維持しているか随時検査が行われるため、全てのエンジンが同じ燃料流量特性を持つことが保証される。
F1でも2014年より燃料の流量制限を実施し、NREと同じ100kg/hに規制しているが、FIAのセンサーでモニタリング、レース後に規定流量超過の有無をチェックするもので、機械式で瞬間流量を制御するNREとは異なる。また、F1方式はレース後の違反判定が難しいことに加えて、センサーの故障による失格などのトラブルも発生しているが、NREの機械式リストリクターは構想前に懸念されていた燃料詰まりのリスクを解消、瞬時の流量を制限することを可能としており、トラブルも発生していない。ただしNRE方式のリストリクターは、全車が同一規格の燃料を使用することを前提として開発されているため、チームによって使用する燃料のメーカーが異なるF1では公平な調整が困難で使用できないと川井一仁が指摘している。